# Джанні Де Б'язі
Джанні Де Б'язі (італ. Gianni De Biasi, нар. 16 червня 1956, Сармеде, Італія) — італійський футболіст, що грав на позиції півзахисника. По завершенні ігрової кар'єри — тренер. З 2020 року є головним тренером збірної Азербайджану.

## Ігрова кар'єра
У дорослому футболі дебютував 1974 року виступами за команду клубу «Тревізо», в якій провів один сезон, взявши участь у 25 матчах чемпіонату.
Згодом з 1975 по 1978 рік грав у складі команд клубів «Інтернаціонале», «Реджяна» та «Пескара».
Своєю грою за останню команду привернув увагу представників тренерського штабу клубу «Брешія», до складу якого приєднався 1978 року. Відіграв за клуб з Брешії наступні п'ять сезонів своєї ігрової кар'єри. Більшість часу, проведеного у складі «Брешії», був основним гравцем команди.
1983 року уклав контракт з клубом «Палермо», у складі якого провів наступні три роки своєї кар'єри гравця. Граючи у складі «Палермо» також здебільшого виходив на поле в основному складі команди.
Протягом 1986—1989 років захищав кольори клубів «Ланероссі» та «Тревізо».
Завершив професійну ігрову кар'єру у клубі «Бассано Віртус», за команду якого виступав протягом 1989—1990 років.

## Кар'єра тренера
Розпочав тренерську кар'єру відразу ж по завершенні кар'єри гравця, 1990 року як тренер молодіжної команди клубу «Бассано Віртус».
Надалі очолював команди клубів «Вастесе Кальчо», «Карпі», «Козенца», СПАЛ, «Модена», «Брешія», «Торіно», «Леванте» та «Удінезе», а також входив до тренерського штабу клубу «Віченца».
2011 року очолив тренерський штаб національної збірної Албанії. 2015 року став першим тренером в історії, якому вдалося забезпечити участь албанців у фінальній частині великого міжнародного турніру — чемпіонату Європи 2016. у своїй відбірковій групі збірна Албанії кваліфікувалася з другого місця, обійшовши у боротьбі за путівку на Євро таких суперників як збірні Данії та Сербії.
З 2020 року є головним тренером збірної Азербайджану.